# جون إدغار قاولد
جون إدغار قاولد (بالإنجليزية: John Edgar Gould)‏ هو كاتب ترانيم وملحن أمريكي، ولد في 1821، وتوفي في 1875.

## وصلات خارجية
- جون إدغار قاولد على موقع ميوزك برينز (الإنجليزية)
- جون إدغار قاولد على موقع ديسكوغز (الإنجليزية)